# Polisportiva Licata 1990-1991
Questa pagina raccoglie le informazioni riguardanti la Polisportiva Licata nelle competizioni ufficiali della stagione 1990-1991.

## Rosa
| N. |                   | Ruolo | Calciatore           |
| -- | ----------------- | ----- | -------------------- |
|    | Italia (bandiera) | A     | Gaetano Auteri       |
|    | Italia (bandiera) | A     | Giuseppe Bucceri     |
|    | Italia (bandiera) | C     | Vladimiro Caramel    |
|    | Italia (bandiera) | D     | Loreno Cassia        |
|    | Italia (bandiera) | D     | Luciano Civero       |
|    | Italia (bandiera) | C     | Alfredo Costantino   |
|    | Italia (bandiera) | A     | Alessandro Damiani   |
|    | Italia (bandiera) | C     | Daniele Deoma        |
|    | Italia (bandiera) | D     | Giorgio Di Bari      |
|    | Italia (bandiera) | C     | Antonio Figliomeni   |
|    | Italia (bandiera) | D     | Fabrizio Gambardella |

| N. |                   | Ruolo | Calciatore                      |
| -- | ----------------- | ----- | ------------------------------- |
|    | Italia (bandiera) | D     | Claudio Grimaudo                |
|    | Italia (bandiera) | C     | Pasquale Logarzo                |
|    | Italia (bandiera) | D     | Luigi Milazzo                   |
|    | Italia (bandiera) | A     | Walter Mirabelli                |
|    | Italia (bandiera) | P     | Antonio Raffaele Montecalvo     |
|    | Italia (bandiera) | P     | Giordano Negretti               |
|    | Italia (bandiera) | C     | Giorgio Olivari                 |
|    | Italia (bandiera) | D     | Angelo Pagliaccetti             |
|    | Italia (bandiera) | A     | Massimiliano Antonio Scichilone |
|    | Italia (bandiera) | C     | Francesco Tudisco               |

## Risultati

### Campionato

#### Girone di andata
| 16 settembre 1990 1ª giornata | Perugia | 0 – 0 | Licata |  |

| 23 settembre 1990 2ª giornata | Licata | 1 – 0 | Battipagliese |  |

| Arbitro: | Nepi (Ascoli Piceno) |

|                    |           |  |
| Gaetano Auteri 46’ | Marcatori |  |

| 7 ottobre 1990 4ª giornata | Giarre | 3 – 0 | Licata |  |

| 14 ottobre 1990 5ª giornata | Licata | 0 – 0 | Casertana |  |

| 21 ottobre 1990 6ª giornata | Ternana | 2 – 1 | Licata |  |

| 4 novembre 1990 7ª giornata | Licata | 0 – 2 | Palermo |  |

| 11 novembre 1990 8ª giornata | Casarano | 0 – 0 | Licata |  |

| 18 novembre 1990 9ª giornata | Fidelis Andria | 3 – 0 | Licata |  |

| 25 novembre 1990 10ª giornata | Licata | 1 – 1 | Monopoli |  |

| 2 dicembre 1990 11ª giornata | Arezzo | 1 – 0 | Licata |  |

| 9 dicembre 1990 12ª giornata | Licata | 1 – 1 | Siena |  |

| 16 dicembre 1990 13ª giornata | Catania | 0 – 0 | Licata |  |

| 30 dicembre 1990 14ª giornata | Licata | 0 – 0 | Catanzaro |  |

| 6 gennaio 1991 15ª giornata | Campania Puteolana | 1 – 1 | Licata |  |

| 13 gennaio 1991 16ª giornata | Licata | 1 – 1 | Siracusa |  |

| 20 gennaio 1991 17ª giornata | Torres | 2 – 4 | Licata |  |

#### Girone di ritorno
| 3 febbraio 1991 18ª giornata | Licata | 2 – 0 | Perugia |  |

| 10 febbraio 1991 19ª giornata | Battipagliese | 0 – 0 | Licata |  |

| Arbitro: | Pacifici (Roma) |

|                  |           |                     |
| Enzo Concina 20’ | Marcatori | 7’ Walter Mirabelli |

| 24 febbraio 1991 21ª giornata | Licata | 1 – 0 | Giarre |  |

| 3 marzo 1991 22ª giornata | Casertana | 3 – 0 | Licata |  |

| 17 marzo 1991 23ª giornata | Licata | 0 – 0 | Ternana |  |

| 24 marzo 1991 24ª giornata | Palermo | 0 – 0 | Licata |  |

| 30 marzo 1991 25ª giornata | Licata | 4 – 2 | Casarano |  |

| 7 aprile 1991 26ª giornata | Licata | 2 – 0 | Fidelis Andria |  |

| 14 aprile 1991 27ª giornata | Monopoli | 1 – 1 | Licata |  |

| 28 aprile 1991 28ª giornata | Licata | 2 – 1 | Arezzo |  |

| 5 maggio 1991 29ª giornata | Siena | 3 – 1 | Licata |  |

| 12 maggio 1991 30ª giornata | Licata | 2 – 0 | Catania |  |

| 19 maggio 1991 31ª giornata | Catanzaro | 1 – 0 | Licata |  |

| 26 maggio 1991 32ª giornata | Licata | 3 – 0 | Campania Puteolana |  |

| 2 giugno 1991 33ª giornata | Siracusa | 1 – 1 | Licata |  |

| 9 giugno 1991 34ª giornata | Licata | 1 – 1 | Torres |  |